# Hypodoxa myriosticta
Hypodoxa myriosticta là một loài bướm đêm trong họ Geometridae.